# گوهرماهی
گوهرماهی، سیچلاید جواهر یا سیچلاید گوهری (نام علمی: Hemichromis bimaculatus)، از ماهیان مناطق گرمسیری و بومی آفریقاست..
پرورش آن آسان است.
دمای آب مورد نیاز ۲۴-۲۸ درجه سانتی‌گراد است.
جنس نر بالغ تا ۱۵ سانت رشد می‌کند. وقتی نر و ماده در موقعیت تخم‌ریزی نیستند، رنگشان نسبتا تیره با بدنی دارای خطوط آبی گوهرمانند است.
این ماهی معمولاً هر هفته تخم می‌گذارد و این تخم‌ها سه روزه به بچه ماهی تبدیل می‌شوند.
این ماهی زیبا و دوست‌داشتنی خود از تخم‌ها مراقبت می‌کند و تا ۲۱ روزگی (۳ هفتگی)‌ لاروها از آن‌ها مراقبت می‌کند.
حداقل میزان تخم‌ربزی این ماهی ۱۰۰ عدد می‌باشد.
و طبق تجربیات و مشاهدات این گونه ماهی معمولاً تخم‌های سری زوج تخم‌ریزی خود را بزرگ می‌کند و سری فرد را می‌خورد.
برای مثال:‌ بار اول تخم‌ریزی را می‌خورد و بار دوم را بزرگ می‌کند و به همین ترتیب البته بسیاری از این گونه ماهیان نیز از این قانون پیروی نمی‌کنند.
برای لاروها نیز از روز سوم می‌توانید دی کپسوله یا آرتمیا یا بیومار آسیاب‌شده بریزید.
اکواریوم والدین به نوشتۀ مقاله‌ها باید حداقل ۵۰ لیتر باشد.
بچه‌ها باید حتماً ۲۱ روزگی از والدین جدا شوند